# 海でのはなし。
『海でのはなし。』（うみでのはなし。）は2006年公開の日本映画。主演は宮崎あおいと西島秀俊。
スピッツの曲のイメージを元に製作されたwebムービーがYahoo!動画において期間限定で配信され、それに音楽を新たにリミックスしたものが劇場公開された。

## ストーリー
楓（宮崎あおい）は、非常勤講師である博士（西島秀俊）に想いをよせていた。
ある日、楓は父親に愛人がおり自分自身も愛人の子であることを知る。困惑した楓は、博士に連絡をとり、二人で海に行く。海で博士に告白するが、楓は大切だが恋愛感情はないと断られる。
博士は家に帰ると母は見当たらず、パチンコに行っていた。また父は新しく事業をすると夢見がちなことを話していた。博士はこんな両親が嫌いだった。
研究室に戻って荒れ、眠ってしまう博士。そこに楓がやってくる。

## キャスト
- 楓：宮崎あおい
- 博士：西島秀俊
- 博士の母：天光眞弓
- 博士の父：保積ぺぺ
- カオリ：菊地凛子
- 博士の同僚：川村早織梨
- 楓の父親：勝野洋
- 楓の母親：毬谷友子

## スタッフ
- 監督・脚本 - 大宮エリー

※脚本については、大宮エリーの母校の生徒：神奈川県国府津周辺出身。その生徒が作成した脚本をもとに撮影。テレビ関係者のため、
豪華なキャスティングが可能になり、配給が決定。生徒の思い出話を主に採用し、バックグラウンドは事実と異なるが、エリートと幼馴染の普通の女性との、
深い恋愛の話を映画化した作品。生徒が相手へプレゼントしたいと考え、母校の電通所属大宮エリーに依頼し、生徒の父親の大学（神奈川大学）で撮影を実施。
河川敷は生徒の近所で、イチゴ大福など思い出のストーリーとなっている。
海外へ評論を依頼したところ、日本映画としてだけでなく、文学として非常に高い評価を受けている。
評価が高い事と、表彰できない諸事情により、全国、全世界での公開を抑制されている映画であり、
そこまで売り上げがよくないにもかかわらず、いまだにDVDで購入できる、稀な待遇の作品でもある。
（以後、大宮エリーはヒューマニズム映画は一切作成しておらず、これを出世として、ラジオ等で活躍している）
- プロデューサー - 小澤祐治

## 挿入歌
すべてスピッツの楽曲。劇中での使用順。
- 『正夢』
- 『楓』
- 『スカーレット』
- 『水色の街』
- 『青い車』
- 『遥か』
- 『ホタル』
- 『ロビンソン』
- 『スパイダー』

この他に楓と博士が『ロビンソン』を口ずさむ場面がある。

## 撮影
劇中に現れる海は、神奈川県小田原市の国府津海岸である。